# О чём мы говорим, когда говорим о любви
«О чём мы говорим, когда говорим о любви» (англ. What We Talk About When We Talk About Love) — сборник рассказов американского писателя и поэта Раймонда Карвера под редакцией Гордона Лиша, изданный в 1981 году.

## История
Сборник включает 17 рассказов, герои которых — по большей части — отчаявшиеся и покинутые алкоголики, обременённые несчастливым браком празднолюбцы. Вымышленный мир сборника близок к тому, где Раймонд Карвер провёл бо́льшую часть своей жизни.
Авторская рукопись сборника была нещадно отредактирована Гордоном Лишем, с которым Карвера связывали контрактные обязательства. Писатель был ошеломлён правками: его рукопись была сокращена не менее, чем на 50 %, концовки 14-ти историй были переписаны, 10-ти рассказам были даны новые названия. В письме, датированном 8 июля 1980 года, Карвер умолял Лиша остановить публикацию книги, но редактор пренебрёг желанием автора.
«О чём мы говорим, когда говорим о любви» стал литературной сенсацией, критики наперебой хвалили Карвера за словесное мастерство, вменяя ему популяризацию минималистского стиля. Несмотря на колоссальный успех сборника, автор не позволил вносить значительные изменения в его следующую книгу — «Собор» (англ. Cathedral), на что Лиш согласился с явной неохотой.
После смерти Карвера (1988), вдова писателя, Тесс Галлахер, добилась публикации оригинальных рассказов своего покойного супруга. Истории, совокупный объём которых вдвое больше, чем в сборнике 1981 года, были выпущены в 2009 году под названием «Начинающие» (англ. Beginners). От урезанных версий Лиша их отличает главным образом более сердечный стиль повествования, резко контрастирующий с манерой изложения 1981 года, которую литературные критики определили как жестокую.
- Что не танцуете?
- Видоискатель
- Мистер Неси-Кофе и мистер Hа-Все-Руки
- Беседка
- Хоть иголки собирай
- Кулёчки
- Ванна
- Скажи женщинам, что мы уходим
- Куда девается вся джинса
- Столько воды так близко от дома
- Третье, что свело в могилу моего отца
- Серьёзный разговор
- Покой
- Популярная механика
- К нему всё пристало
- О чём мы говорим, когда говорим о любви
- Кое-что напоследок